# Шах, Яков
Яков (Константин) Шах (укр. Яків (Костянтин) Шах (ок.1541, Польша — 1583, Канев)) — военный и политический деятель, гетман запорожских казаков в 1576—1578 (1577—1579) годах, претендент на молдавский престол.

## Биография
Польский историк Мартин Бельский в «Хронике польской» («Kronika polska») упоминает казацкого предводителя Якова Шаха, который возглавлял отряд на службе у киевского воеводы, князя Константина-Василия Острожского.
В 1577 году принимал участие в молдавском походе со своим побратимом Иваном Подковою, приведя к нему 600 казаков, который свергнув с престола воеводу Петра VI Хромого (Мирчича), провозгласил себя господарем Молдавии.
Я.Шах в 1576—1577 гг. напал на Днепре на татарского посла, который возвращался из Москвы от русского царя, что послужило причиной серии татарских вторжений на Волынь.
Ряд конфликтов с властями привёл к тому, что Я.Шах был заключен поляками в Каневе под Киевом в православном монастыре, где он и умер.
Возглавлял поход на Крымское ханство и Турцию. Воевал с поляками.